# Pablo Mouche
Pablo Nicolás Mouche (ur. 11 października 1987 w San Martín) – argentyński piłkarz pochodzenia francuskiego występujący na pozycji napastnika. Zawodnik klubu FK Crvena zvezda.

## Kariera klubowa
Mouche zawodową karierę rozpoczynał w 2003 roku w zespole CA Estudiantes z Primera B Metropolitana. Jego barwy reprezentował przez 2 lata. W 2005 roku trafił do ekipy Boca Juniors z Primera División Argentina. W sezonie 2005/2006 nie rozegrał tam żadnego spotkania.
Na początku 2007 roku został wypożyczony do Arsenalu Sarandí, także grającego w Primera División. W tych rozgrywkach zadebiutował 23 lutego 2007 roku w wygranym 4:0 pojedynku z Nuevą Chicago, w którym strzelił także gola. Do końca sezonu 2006/2007 w barwach Arsenalu rozegrał 4 spotkania i zdobył 1 bramkę.
W połowie 2007 roku Mouche wrócił do Boca Juniors. Pierwszy ligowy mecz w jego barwach zaliczył 9 marca 2008 roku przeciwko Independiente (1:1). W tym samym roku zdobył z zespołem mistrzostwo fazy Apertura.
W 2012 roku Mouche przeszedł do Kayserisporu. W 2014 roku został zawodnikiem brazylijskiego klubu SE Palmeiras. W 2016 roku został najpierw wypożyczony do Lanús, a następnie do FK Crvena zvezda.

## Kariera reprezentacyjna
W reprezentacji Argentyny Mouche zadebiutował 17 marca 2011 roku w wygranym 4:1 towarzyskim meczu z Wenezuelą, w którym strzelił także 2 gole.